# Voir du pays
Voir du pays è un film del 2016 diretto da Delphine e Muriel Coulin, tratto dall'omonimo romanzo del 2013 di Delphine Coulin.

## Trama
Marine e Aurore, due soldatesse di 25 anni, tornano dal loro periodo di servizio in Afghanistan. L'esercito ha organizzato per l'intero plotone un soggiorno di tre giorni in un lussuoso resort cipriota, come pausa di decompressione per liberarsi dello stress e degli altri effetti psicologici accumulati durante il conflitto. Tra una sessione di terapia di gruppo e l'altra, le due accettano l'offerta di un giro in macchina per le montagne con due uomini del posto, che si conclude in bevute, balli e sesso. Tre commilitoni, anch'essi ubriachi, vanno a riprenderle, ma poi tentano di violentarle nei boschi, come a volerle punirle per quanto successo. Marine e Aurore tornano a piedi fino all'hotel. La mattina dopo, tutto sembra essere tornato alla normalità: la disciplina militare è ripristinata mentre i soldati, uomini e donne, salgono sull'aereo per Parigi.

## Riconoscimenti
- 2016 - Festival di Cannes[1]
  - Prix du meilleur scénario (Un Certain Regard) a Delphine e Muriel Coulin
- 2017 - Bergamo Film Meeting
  - Terzo premio